# 제황초등학교
제황초등학교(帝皇初等學校)는 대한민국 경상남도 창원시에 있는 공립 초등학교이다.

## 학교 연혁
- 1969년 10월 6일: 개교

## 참고 자료
- 제황초등학교 - 한국교육학술정보원 학교알리미